# Come Home The Kids Miss You
A Come Home the Kids Miss You Jack Harlow amerikai rapper második stúdióalbuma, amely 2022. május 6-án jelent meg a Generation Now és az Atlantic Records kiadókon keresztül. Két kislemez jelent meg az albumról: a Nail Tech és a First Class.

## Háttér
Egy hónappal a Nail Tech 2022. februári kiadása után Harlow bejelentette az album címét és megjelenési dátumát a Rolling Stone-nal készített címlapos interjúban. Ezek mellett elmondta, hogy olyan dalokon dolgozott az album producereivel, Rogét Chahayeddel és Angel Lopezzel, amelyek folyamatosan úgy fejlődnek, hogy a hallgató „akarja továbbhallgatni őket.” Azt mondta, hogy ez volt a „küldetése” az egész projektre. Harlow azt nyilatkozta, hogy az album témái „komolyabbak” lesznek az előzőhöz képest és a célja, hogy megmutassa a nagyközönségnek, hogy „az egyik legjobb a generációjában.” 2022. április 6-án a rapper bejelentette a második kislemezt, a First Classt és az album borítóját is.
Elmondta, hogy szeretett volna közreműködni a lemezen Dolly Partonnal és, hogy a menedzsmentje már kapcsolatban van az énekesnőével.

## Számlista
| 1.  | Talk of the Town                                 | |                                                            |      |
| 2.  | Young Harleezy                                   | |                                                            |      |
| 3.  | I’d Do Anything to Make You Smile                | |                                                            |      |
| 4.  | First Class                                      | Jackman Harlow Rogét Chahayed Jasper Harris Douglas Ford Ryan Vojtesak José Velazquez Nickie Jon Pabón Micaiah Raheem Stacy Ferguson Christopher Bridges Jamal Jones Will Adams Elvis Williams | Harlow Chahayed Charlie Handsome Harris                    | 2:53 |
| 5.  | Dua Lipa                                         | |                                                            |      |
| 6.  | Side Piece                                       | |                                                            |      |
| 7.  | Movie Star (Pharrell közreműködésével)           | |                                                            |      |
| 8.  | Lil Secret                                       | |                                                            |      |
| 9.  | I Got a Shot                                     | |                                                            |      |
| 10. | Churchill Downs (Drake közreműködésével)         | |                                                            |      |
| 11. | Like a Blade of Grass                            | |                                                            |      |
| 12. | Parent Trap (Justin Timberlake közreműködésével) | |                                                            |      |
| 13. | Poison (Lil Wayne közreműködésével)              | |                                                            |      |
| 14. | Nail Tech                                        | Harlow Matthew Samuels Chahayed Jahaan Sweet Scotty Coleman José Velazquez Amir Sims Douglas Ford Montez Jones                                                                                 | Boi-1da Chahayed Sweet Coleman BabeTruth Fierce John Mayer | 3:26 |
| 15. | State Fair                                       | |                                                            |      |

Feldolgozott dalok
- First Class: Glamorous, szerezte: Stacy Ferguson, Christopher Bridges, Jamal Jones, Will Adams, Elvis Williams, előadta: Fergie